# Isla de Flores (Uruguay)

La isla de Flores es una pequeña isla del Río de la Plata, perteneciente a Uruguay, que tiene una superficie aproximada de 31 hectáreas. Está ubicada a media distancia entre la rambla de Montevideo y el banco Inglés, a 21 kilómetros al sudeste de punta Carretas. Durante la pleamar la isla se divide en tres islas menores.

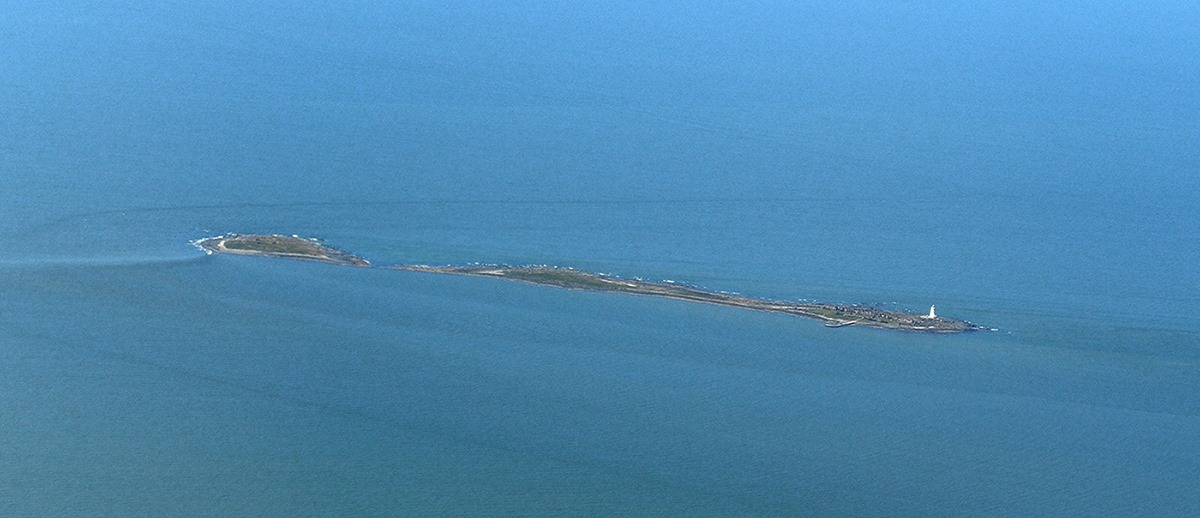
Isla de Flores, Uruguay.

Desde el 26 de febrero de 2018 la isla y el espacio de aguas de 2 millas náuticas a su alrededor fueron declarados parte del Sistema Nacional de Áreas Protegidas bajo la categoría de parque nacional Isla de Flores.
En 2015 el Paisaje cultural de la Isla de Flores y su contexto fluvio marino fueron incluidos en la Lista Indicativa de Uruguay de los bienes que el país remite a la Unesco al considerarlos candidatos para ser declarados Patrimonio de la Humanidad.

## Historia
Fue denominada isla de Flores por Sebastián Caboto, en razón de haberla descubierto el día de Pascua Florida de 1527.
El primer instrumento de ayuda a la navegación fue colocado en la isla por las autoridades coloniales españolas, en 1792 empleando el farol de popa de la fragata de guerra española Loreto. En 1798 el farol fue trasladado al cerro de Montevideo.

Instalaciones del lazareto de inmigrantes en 1921

Albergó un Hotel para Inmigrantes, a modo de lazareto para cumplir cuarentenas obligatorias, posteriormente y a partir de 1935 utilizado también como cárcel (por ejemplo, durante la dictadura de Gabriel Terra).
Tiene un faro histórico y fue motivo del Tratado de la Farola de 1819, por el cual la Banda Oriental perdió las Misiones Orientales. Este faro, construcción de origen portugués, entró en servicio en 1828. Se lo apodó "el faro más caro del mundo".
El faro, en la actualidad depende del Servicio de Iluminación y Balizamiento de la Armada Nacional. El mismo tiene 37 metros de altura y emite dos destellos cada 10 segundos. 
A 10 millas al sureste se encuentra el temido banco Inglés, que fue dotado de un pontón faro.

## Proyecto Isla de Flores

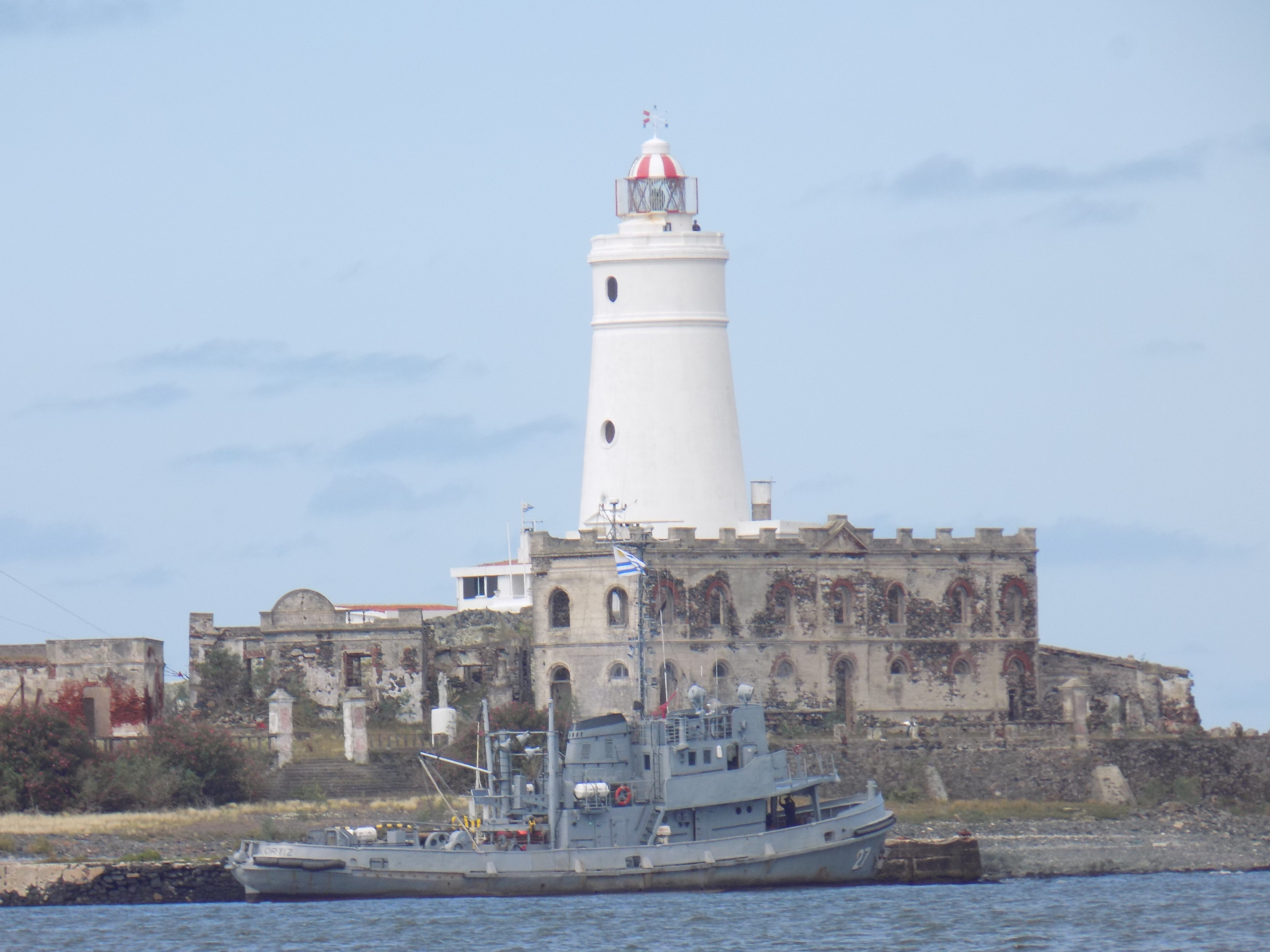
R.O.U. 27 Banco Ortiz atracado en la isla de Flores, Uruguay.

El Instituto de Investigaciones Históricas y Sociales del Plata (IIHSP) hace nueve años implementa su proyecto de reconstrucción del patrimonio tangible e intangible del parque nacional Isla de Flores (PNIF) el cual fue declarado de Interés Nacional el 3 de octubre de 2011.
En el año 2012 el entonces Ministerio de Vivienda, Ordenamiento Territorial Y Medio Ambiente  y el Instituto de Investigaciones Históricas y Sociales del Plata (IIHSP) firmaron convenio para diseñar e implementar los procesos de gestión, incluidos una estrategia de recuperación del patrimonio natural y cultural de la Isla de Flores.
El 7 de agosto de 2019 el Ministerio de Defensa Nacional y la Armada Nacional en conjunto con el Instituto de Investigaciones Históricas y Sociales del Plata (IIHSP) firmaron un convenio de cooperación para el transporte de los grupos de trabajo de campo a Isla de Flores cada quince días para el desarrollo del proyecto llevado adelante. 
El Instituto de Investigaciones Históricas y Sociales del Plata  en el marco del proyecto Isla de Flores editó y presentó el libro: "LAZARETO ISLA DE FLORES S.O.S. Historia de un naufragio anunciado. ISBN: 978-9974-94-436-7 Autor: Pérez Sparano, Juan Antonio.
En enero de 2018 el Proyecto Isla de Flores (PIF) inauguró el Museo del Lazareto Isla de Flores en el 1º Islote, 2º Cuerpo del Alojamiento de 1º y 2º clase. (34º56'40''S-55º55'53''
El 4 de octubre de 2020 el Proyecto Isla de Flores del Instituto de Investigaciones Históricas y Sociales del Plata (IIHSP) realizan la muestra iconográfica del Lazareto Isla de Flores y Museo del Lazareto Isla de Flores doctor Julio Jurkowsky (primer médico del lazareto), en la Antesala del Senado de la República Oriental del Uruguay en el marco del fin de semana del Patrimonio dedicado al doctor Manuel Quintela.

## Accidente aéreo
El 6 de junio de 2012 desapareció en sus cercanías un avión de Air Class. El 20 de julio de 2012, fueron encontrados los restos del avión al sureste de la isla.